# Erik Foss
Erik Foss (29 aprile 1954) è un dirigente sportivo, allenatore di calcio ed ex calciatore norvegese, di ruolo attaccante.

## Carriera
Foss ha giocato per il Vålerengen in due periodi distinti: prima dal 1975 al 1982 e poi nel 1986. Con questa maglia ha vinto il Norgesmesterskapet 1980 e la 1. divisjon 1981. Ha giocato 6 partite nelle competizioni europee per club, debuttando il 18 settembre 1975: ha sostituito infatti Dag Olavson nella sconfitta per 3-1 maturata sul campo dell'Athlone Town, sfida valida per l'edizione stagionale della Coppa UEFA.
Negli anni successivi, è stato allenatore del Mercantile. Il 30 giugno 2004 è stato scelto come tecnico del Kolbotn, compagine femminile militante nella Toppserien. Il 25 aprile 2017 è stato nominato nuovo direttore sportivo dell'Oppegård.

## Palmarès

### Club
- Coppa di Norvegia: 1

Vålerengen: 1980
- Campionato norvegese: 1

Vålerengen: 1981